# Abdelfattah Younès
Abdul Fatah Younis (arabe: عبد الفتاح يونس), né en 1944 et mort assassiné le 28 juillet 2011, est un militaire libyen, major-général des forces armées libyennes.

## Biographie
Général et ministre de l'Intérieur de la Jamahiriya arabe libyenne, il démissionne le 22 février 2011, peu après le début de l'insurrection libyenne contre le régime de Kadhafi. Il était jusqu'alors considéré comme un fervent partisan de Mouammar Kadhafi ou même le no 2 du gouvernement libyen. Il pousse alors les forces armées à se joindre aux insurgés.
Auparavant ministre de la Sécurité publique, il assiste à une réunion avec l'ambassadeur britannique en Égypte en 1992 où il présente des excuses au nom du gouvernement libyen pour l'implication de la Libye dans le meurtre de la policière Yvonne Fletcher en 1984 et propose d'extrader ses assassins ; il admet également l'appui de la Libye à l'IRA et offre une compensation pour ses victimes.
Après confirmation que Younès a en effet fait défection au côté des rebelles, il est nommé commandant en chef de l'Armée de libération nationale. Toutefois, Younès est finalement congédié à cause d'inquiétudes quant à sa relation avec le gouvernement de Tripoli. 
Il est assassiné dans des conditions obscures le 28 juillet 2011.